# Les Salles-du-Gardon
Pour les articles homonymes, voir Salles.
Les Salles-du-Gardon est une commune française située dans le nord du département du Gard, en région Occitanie.
Exposée à un climat méditerranéen, elle est drainée par le Gardon d'Alès, le valat de Gravelongue et par divers autres petits cours d'eau. La commune possède un patrimoine naturel remarquable composé de deux zones naturelles d'intérêt écologique, faunistique et floristique.
Les Salles-du-Gardon est une commune urbaine qui compte 2 403 habitants en 2022, après avoir connu un pic de population de 5 357 habitants en 1962. Elle est dans l'unité urbaine de La Grand-Combe et fait partie de l'aire d'attraction d'Alès. Ses habitants sont appelés les Sallois ou  Salloises.
Le patrimoine architectural de la commune comprend deux  immeubles protégés au titre des monuments historiques : l'église de La Tour, inscrite en 1963, et le château de La Tour, inscrit en 1963.

## Géographie
Les Salles-du-Gardon se trouve dans les Cévennes, en limite de la zone périphérique du parc national :
- à 10 km au Nord d’Alès sur la route de Florac et des gorges du Tarn (route nationale 106) ;
- à 40 minutes du mont Lozère.

La commune, dont le relief est très accidenté, est partagée par la faille des Cévennes en deux parties. L'est aride et calcaire. La végétation, proche de la garrigue, y est dominée par le chêne vert. L'ouest est humide et schisteux. La végétation y est plus haute, principalement composée de châtaigniers et de pins.
Le Gardon longe la limite orientale de la commune. La rive opposée (rive gauche) est occupée par La Grand-Combe.

### Communes limitrophes
Les communes limitrophes sont Branoux-les-Taillades, Cendras, La Grand-Combe, Lamelouze, Laval-Pradel, Saint-Martin-de-Valgalgues et Soustelle.

### Milieux naturels et biodiversité
L’inventaire des zones naturelles d'intérêt écologique, faunistique et floristique (ZNIEFF) a pour objectif de réaliser une couverture des zones les plus intéressantes sur le plan écologique, essentiellement dans la perspective d’améliorer la connaissance du patrimoine naturel national et de fournir aux différents décideurs un outil d’aide à la prise en compte de l’environnement dans l’aménagement du territoire.
Une ZNIEFF de type 1 est recensée sur la commune :
le « Gardon d'Alès à la Grand-Combe » (179 ha), couvrant 8 communes dont 7 dans le Gard et 1 dans la Lozère et une ZNIEFF de type 2, : 
les « Hautes vallées des Gardons » (73 898 ha), couvrant 48 communes dont 27 dans le Gard et 21 dans la Lozère.

Carte des ZNIEFF de type 1 et 2 aux Salles-du-Gardon.
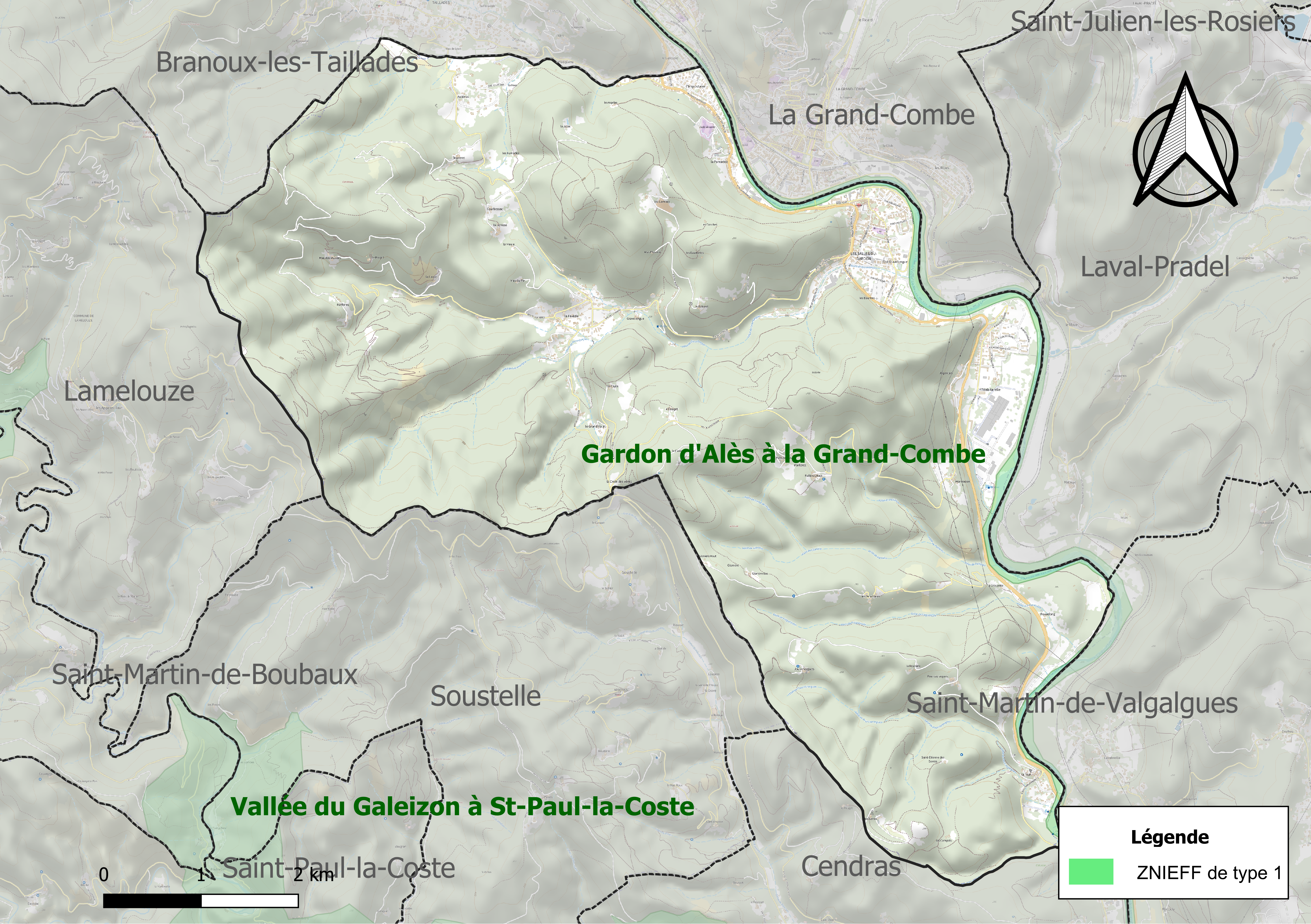
Carte de la ZNIEFF de type 1 sur la commune.
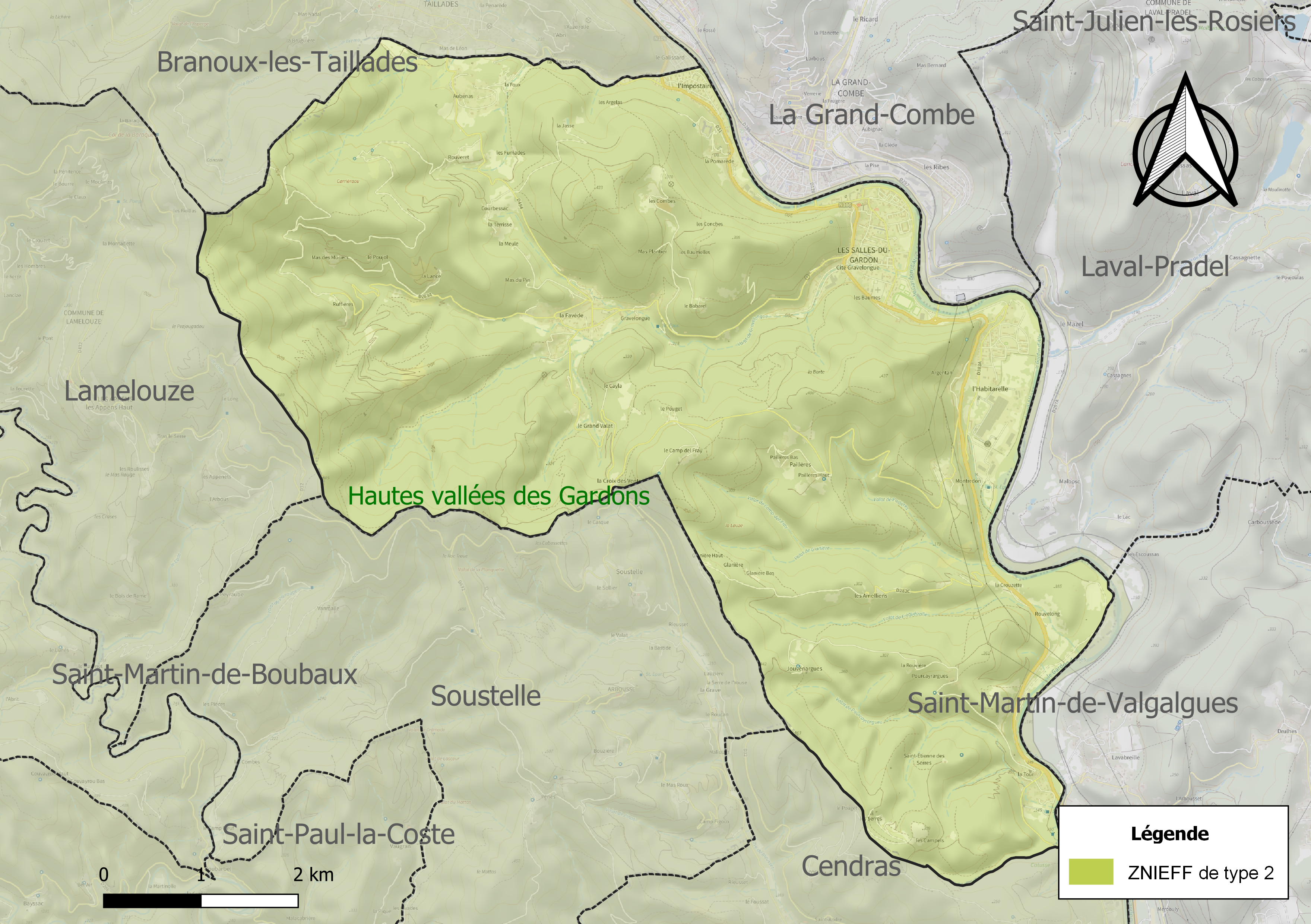
Carte de la ZNIEFF de type 2 sur la commune.

## Toponymie
Le nom de la commune viendrait, selon un manuscrit de 1345, du germanique sala signifiant château non fortifié, manoir. Selon une autre hypothèse, le nom viendrait d'une traduction mot à mot de « salle » dans le sens de grotte.

## Histoire
La commune abrite en effet, le long du Gardon, un ensemble de grottes qui auraient servi d'hôpital pendant la guerre des Camisards. Le site est malheureusement aujourd'hui recouvert par les remblais de la route nationale 106.

## Politique et administration
| Période                                  | Période  | Identité         | Étiquette | Qualité |
| ---------------------------------------- | -------- | ---------------- | --------- | --- |
| 1948                                     | 1975     | Jean Delpuech    | PCF       | Conseiller général du Canton de La Grand-Combe (1964-1975) Député suppléant de la 3e circonscription du Gard (1973-1978) |
| 1975                                     | 2008     | Alain Tassera    | PCF       | |
| 2008                                     | En cours | Georges Brioudes | SE-DVG    | Retraité Fonction publique                                                                                               |
| Les données manquantes sont à compléter. |          |                  |           | |

## Démographie
L'évolution du nombre d'habitants est connue à travers les recensements de la population effectués dans la commune depuis 1831. Pour les communes de moins de 10 000 habitants, une enquête de recensement portant sur toute la population est réalisée tous les cinq ans, les populations de référence des années intermédiaires étant quant à elles estimées par interpolation ou extrapolation. Pour la commune, le premier recensement exhaustif entrant dans le cadre du nouveau dispositif a été réalisé en 2006.

En 2022, la commune comptait 2 403 habitants, en évolution de −7,79 % par rapport à 2016 (Gard : +2,97 %, France hors Mayotte : +2,11 %).
| 1831  | 1836  | 1841  | 1846  | 1851  | 1856  | 1861  | 1866  | 1872  |
| ----- | ----- | ----- | ----- | ----- | ----- | ----- | ----- | ----- |
| 1 188 | 1 224 | 2 000 | 1 041 | 1 112 | 1 155 | 1 070 | 1 039 | 1 035 |

| 1876  | 1881  | 1886  | 1891  | 1896  | 1901  | 1906  | 1911  | 1921  |
| ----- | ----- | ----- | ----- | ----- | ----- | ----- | ----- | ----- |
| 1 085 | 1 265 | 1 296 | 1 566 | 1 782 | 1 523 | 1 639 | 1 693 | 1 665 |

| 1926  | 1931  | 1936  | 1946  | 1954  | 1962  | 1968  | 1975  | 1982  |
| ----- | ----- | ----- | ----- | ----- | ----- | ----- | ----- | ----- |
| 1 831 | 1 842 | 1 825 | 2 494 | 5 031 | 5 357 | 4 548 | 3 904 | 3 534 |

| 1990  | 1999  | 2006  | 2011  | 2016  | 2021  | 2022  | - | - |
| ----- | ----- | ----- | ----- | ----- | ----- | ----- | - | - |
| 3 063 | 2 571 | 2 585 | 2 543 | 2 606 | 2 455 | 2 403 | - | - |

## Économie

### Revenus
En 2018  (données Insee publiées en septembre 2021), la commune compte 1 113 ménages fiscaux, regroupant 2 346 personnes. La médiane du revenu disponible par unité de consommation est de 15 920 € (20 020 € dans le département). 25 % des ménages fiscaux sont imposés (43,9 % dans le département).

### Emploi
|                | 2008   | 2013   | 2018   |
| -------------- | ------ | ------ | ------ |
| Commune        | 14 %   | 14,7 % | 15,6 % |
| Département    | 10,6 % | 12 %   | 12 %   |
| France entière | 8,3 %  | 10 %   | 10 %   |

En 2018, la population âgée de 15 à 64 ans s'élève à 1 373 personnes, parmi lesquelles on compte 59,8 % d'actifs (44,2 % ayant un emploi et 15,6 % de chômeurs) et 40,2 % d'inactifs,. Depuis 2008, le taux de chômage communal (au sens du recensement) des 15-64 ans est supérieur à celui de la France et du département.
La commune fait partie de la couronne de l'aire d'attraction d'Alès, du fait qu'au moins 15 % des actifs travaillent dans le pôle,. Elle compte 467 emplois en 2018, contre 427 en 2013 et 370 en 2008. Le nombre d'actifs ayant un emploi résidant dans la commune est de 616, soit un indicateur de concentration d'emploi de 75,9 % et un taux d'activité parmi les 15 ans ou plus de 38,1 %.
Sur ces 616 actifs de 15 ans ou plus ayant un emploi, 141 travaillent dans la commune, soit 23 % des habitants. Pour se rendre au travail, 90,6 % des habitants utilisent un véhicule personnel ou de fonction à quatre roues, 1,6 % les transports en commun, 4,8 % s'y rendent en deux-roues, à vélo ou à pied et 2,9 % n'ont pas besoin de transport (travail au domicile).

### Activités hors agriculture
142 établissements sont implantés  aux Salles-du-Gardon au 31 décembre 2019. Le tableau ci-dessous en détaille le nombre par secteur d'activité et compare les ratios avec ceux du département,.
| Secteur d'activité                                                                                        | Commune | Commune | Département |
| Secteur d'activité                                                                                        | Nombre  | %       | %           |
| --- | ------- | ------- | ----------- |
| Ensemble                                                                                                  | 142     | 100 %   | (100 %)     |
| Industrie manufacturière, industries extractives et autres                                                | 25      | 17,6 %  | (7,9 %)     |
| Construction                                                                                              | 38      | 26,8 %  | (15,5 %)    |
| Commerce de gros et de détail, transports, hébergement et restauration                                    | 36      | 25,4 %  | (30 %)      |
| Information et communication                                                                              | 3       | 2,1 %   | (2,2 %)     |
| Activités financières et d'assurance                                                                      | 1       | 0,7 %   | (3 %)       |
| Activités immobilières                                                                                    | 2       | 1,4 %   | (4,1 %)     |
| Activités spécialisées, scientifiques et techniques et activités de services administratifs et de soutien | 9       | 6,3 %   | (14,9 %)    |
| Administration publique, enseignement, santé humaine et action sociale                                    | 7       | 4,9 %   | (13,5 %)    |
| Autres activités de services                                                                              | 21      | 14,8 %  | (8,8 %)     |

Le secteur de la construction est prépondérant sur la commune puisqu'il représente 26,8 % du nombre total d'établissements de la commune (38 sur les 142 entreprises implantées  aux Les Salles-du-Gardon), contre 15,5 % au niveau départemental.

### Agriculture
|               | 1988 | 2000 | 2010 | 2020 |
| ------------- | ---- | ---- | ---- | ---- |
| Exploitations | 7    | 6    | 4    | 5    |
| SAU (ha)      | 79   | 69   | 15   | 14   |

La commune est dans les Cévennes, une petite région agricole occupant l'ouest du département du Gard. En 2020, l'orientation technico-économique de l'agriculture  sur la commune est la polyculture et/ou le polyélevage. Cinq exploitations agricoles ayant leur siège dans la commune sont dénombrées lors du recensement agricole de 2020 (sept en 1988). La superficie agricole utilisée est de 14 ha,,.

## Culture locale et patrimoine

### Lieux et monuments
- Église de La Tour. L'édifice a été inscrit au titre des monuments historiques en 1963[13].
- Chapelle Sainte-Louise-de-Mauriac de l'Habitarelle.
- Église Saint-Vincent-le-Laboureur dite Saint-Vincent-de-Sarragosse de Les Salles-du-Gardon.

### Personnalités liées à la commune
- Léonce Salles (1891-1975), homme politique.
- Aimé Vielzeuf (1922-2007) est né dans une modeste famille de mineurs grand'combiens. Résistant pendant la Seconde Guerre mondiale dans les maquis cévenols, il a rédigé un ouvrage sur « Le maquis de Bir Hakeim ». Professeur à La Grand-Combe et à Nîmes, Aimé Vielzeuf a écrit de nombreux romans et ouvrages sur les Cévennes et sur la Résistance. Son neveu Bernard Vielzeuf était professeur de géographie à l'Université Paul Valéry de Montpellier. Ami de Jean-Pierre Chabrol depuis le maquis, il est reçu en 1973 à l'académie de Nîmes dont il deviendra plus tard le président.
- David Giraudo (1970-), footballeur.
- Benjamin du Plan (1688-1763, huguenot, est né au château de la Favède.

### Climat
Pour des articles plus généraux, voir Climat de l'Occitanie et Climat du Gard.
En 2010, le climat de la commune est de type climat méditerranéen franc, selon une étude s'appuyant sur une série de données couvrant la période 1971-2000. En 2020, Météo-France publie une typologie des climats de la France métropolitaine dans laquelle la commune est dans une zone de transition entre le climat de montagne et le climat méditerranéen et est dans la région climatique Provence, Languedoc-Roussillon, caractérisée par une pluviométrie faible en été, un très bon ensoleillement (2 600 h/an), un été chaud (21,5 °C), un air très sec en été, sec en toutes saisons, des vents forts (fréquence de 40 à 50 % de vents > 5 m/s) et peu de brouillards.
Pour la période 1971-2000, la température annuelle moyenne est de 13,4 °C, avec une amplitude thermique annuelle de 17,2 °C. Le cumul annuel moyen de précipitations est de 1 265 mm, avec 7,8 jours de précipitations en janvier et 3,9 jours en juillet. Pour la période 1991-2020, la température moyenne annuelle observée sur la station météorologique la plus proche, située sur la commune de La Grand-Combe à 1 km à vol d'oiseau, est de 13,7 °C et le cumul annuel moyen de précipitations est de 1 414,0 mm,. Pour l'avenir, les paramètres climatiques de la commune estimés pour 2050 selon différents scénarios d’émission de gaz à effet de serre sont consultables sur un site dédié publié par Météo-France en novembre 2022.

## Urbanisme

### Typologie
Au 1er janvier 2024, Les Salles-du-Gardon est catégorisée petite ville, selon la nouvelle grille communale de densité à sept niveaux définie par l'Insee en 2022.
Elle appartient à l'unité urbaine de La Grand-Combe, une agglomération intra-départementale regroupant quatre  communes, dont elle est une commune de la banlieue,,. Par ailleurs la commune fait partie de l'aire d'attraction d'Alès, dont elle est une commune de la couronne,. Cette aire, qui regroupe 64 communes, est catégorisée dans les aires de 50 000 à moins de 200 000 habitants,.

### Occupation des sols
L'occupation des sols de la commune, telle qu'elle ressort de la base de données européenne d’occupation biophysique des sols Corine Land Cover (CLC), est marquée par l'importance des forêts et milieux semi-naturels (86,3 % en 2018), une proportion sensiblement équivalente à celle de 1990 (86,6 %). La répartition détaillée en 2018 est la suivante : 
forêts (83,1 %), zones urbanisées (7,6 %), zones agricoles hétérogènes (3,8 %), milieux à végétation arbustive et/ou herbacée (3,1 %), zones industrielles ou commerciales et réseaux de communication (1,3 %), mines, décharges et chantiers (0,8 %), prairies (0,2 %). L'évolution de l’occupation des sols de la commune et de ses infrastructures peut être observée sur les différentes représentations cartographiques du territoire : la carte de Cassini (XVIIIe siècle), la carte d'état-major (1820-1866) et les cartes ou photos aériennes de l'IGN pour la période actuelle (1950 à aujourd'hui).

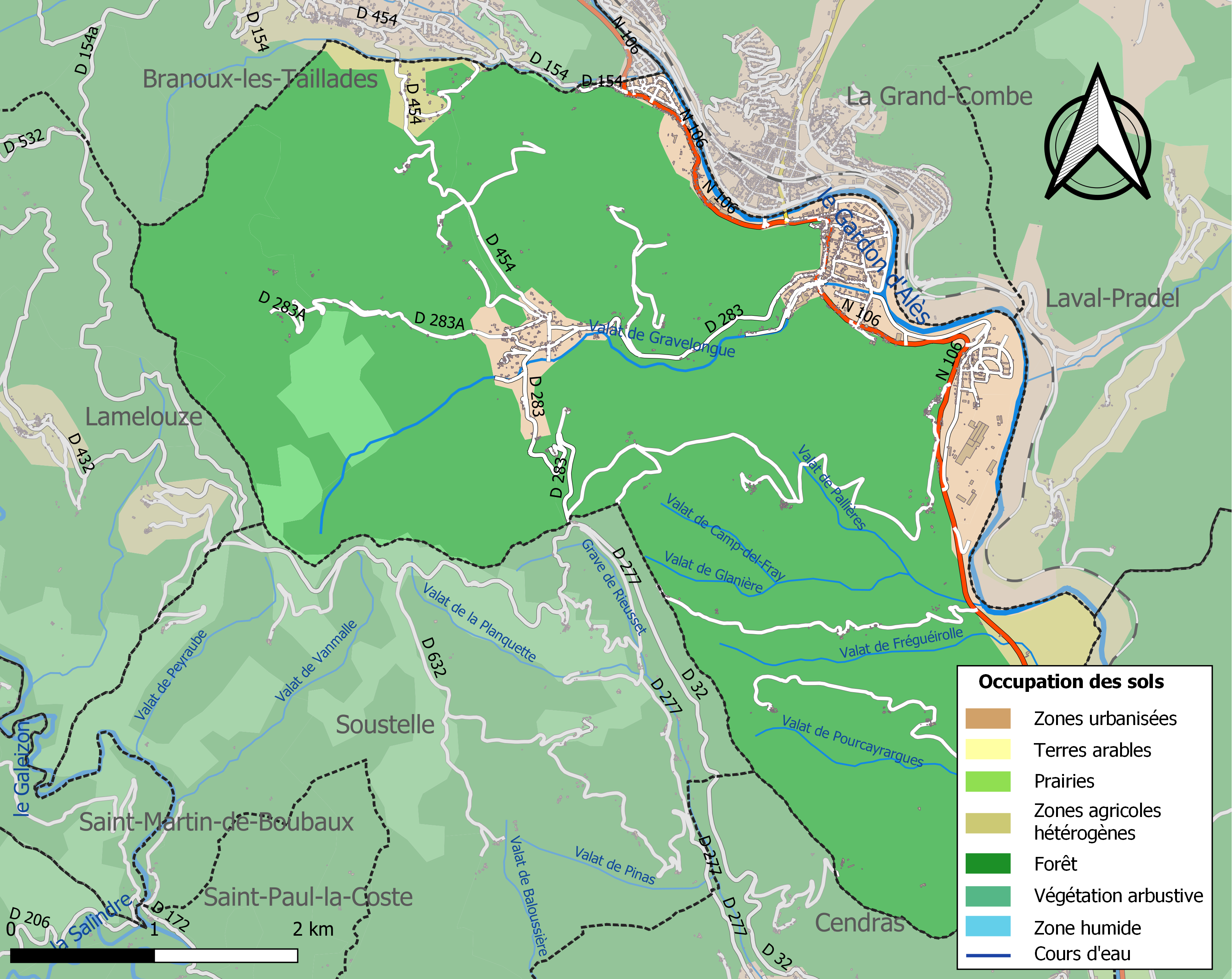
Carte des infrastructures et de l'occupation des sols de la commune en 2018 (CLC).

### Hameaux et lieux-dits
| - La Favède - Le Pouget - Le camp del Fray - Aubenas - La Fous | - L'Impostaire - La Pomarède - Les Baumes | - L'Habitarelle - Paillères - Les Amelhens | - Pourcayrargues - Jouvenargues - La Tour | - Glanière (Haut et Bas) - Le Grand Valat - Ruffières |

### Risques majeurs
Le territoire de la commune des Salles-du-Gardon est vulnérable à différents aléas naturels : météorologiques (tempête, orage, neige, grand froid, canicule ou sécheresse), inondations, feux de forêts, mouvements de terrains et séisme (sismicité faible). Il est également exposé à deux risques technologiques,  le transport de matières dangereuses et la rupture d'un barrage, et à un risque particulier : le risque de radon. Un site publié par le BRGM permet d'évaluer simplement et rapidement les risques d'un bien localisé soit par son adresse soit par le numéro de sa parcelle.

#### Risques naturels
La commune fait partie du territoire à risques importants d'inondation (TRI) d'Alès, regroupant 37 communes autour d'Alès, un des 31 TRI qui ont été arrêtés fin 2012 sur le bassin Rhône-Méditerranée, retenu au regard des risques de débordements de la Cèze et des Gardons. Parmi les dernières crues significatives qui ont touché le territoire figurent celles de 1958 et de septembre 2002. Des cartes des surfaces inondables ont été établies pour trois scénarios : fréquent (crue de temps de retour de 10 ans à 30 ans), moyen (temps de retour de 100 ans à 300 ans) et extrême (temps de retour de l'ordre de 1 000 ans, qui met en défaut tout système de protection),. La commune a été reconnue en état de catastrophe naturelle au titre des dommages causés par les inondations et coulées de boue survenues en 1982, 1995, 1997, 1998, 2002, 2008, 2014 et 2015,.

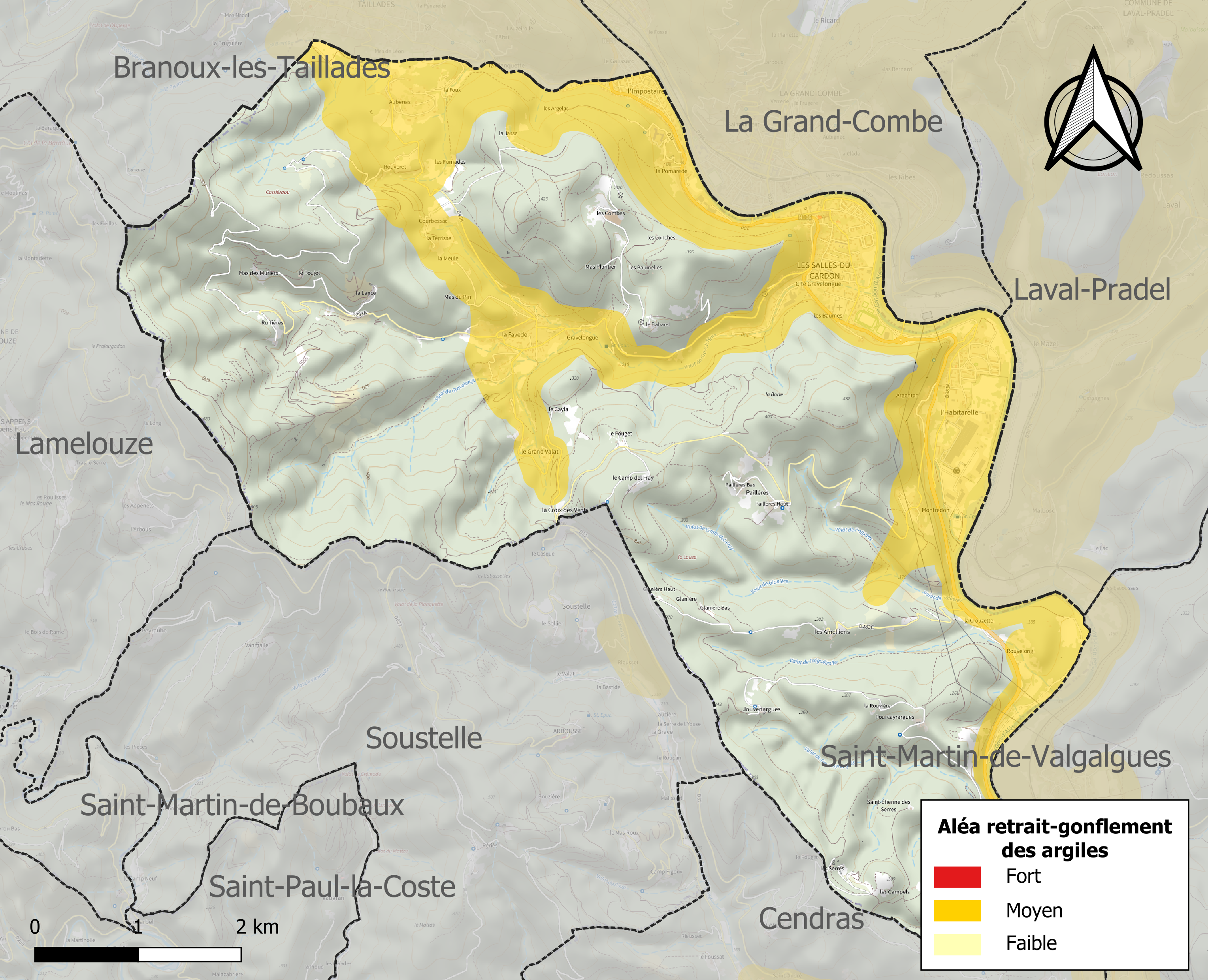
Carte des zones d'aléa retrait-gonflement des sols argileux des Salles-du-Gardon.

La commune est vulnérable au risque de mouvements de terrains constitué principalement du retrait-gonflement des sols argileux. Cet aléa est susceptible d'engendrer des dommages importants aux bâtiments en cas d’alternance de périodes de sécheresse et de pluie. 29,6 % de la superficie communale est en aléa moyen ou fort (67,5 % au niveau départemental et 48,5 % au niveau national). Sur les 670 bâtiments dénombrés sur la commune en 2019, 589 sont en aléa moyen ou fort, soit 88 %, à comparer aux 90 % au niveau départemental et 54 % au niveau national. Une cartographie de l'exposition du territoire national au retrait gonflement des sols argileux est disponible sur le site du BRGM,.
Par ailleurs, afin de mieux appréhender le risque d’affaissement de terrain, l'inventaire national des cavités souterraines permet de localiser celles situées sur la commune.

#### Risques technologiques
Le risque de transport de matières dangereuses sur la commune est lié à sa traversée par des infrastructures routières ou ferroviaires importantes ou la présence d'une canalisation de transport d'hydrocarbures. Un accident se produisant sur de telles infrastructures est en effet susceptible d’avoir des effets graves au bâti ou aux personnes jusqu’à 350 m, selon la nature du matériau transporté. Des dispositions d’urbanisme peuvent être préconisées en conséquence.
La commune est en outre située en aval du barrage de Sainte-Cécile-d'Andorge, un ouvrage de classe A doté d'un PPI. À ce titre elle est susceptible d’être touchée par l’onde de submersion consécutive à la rupture de cet ouvrage.

#### Risque particulier
Dans plusieurs parties du territoire national, le radon, accumulé dans certains logements ou autres locaux, peut constituer une source significative d’exposition de la population aux rayonnements ionisants. Certaines communes du département sont concernées par le risque radon à un niveau plus ou moins élevé. Selon la classification de 2018, la commune des Salles-du-Gardon est classée en zone 3, à savoir zone à potentiel radon significatif.